# Piri
Een piri is een Koreaans dubbelriet aerofoon die in volksmuziek en klassieke hofmuziek gebruikt wordt. Het instrument wordt meestal gemaakt van bamboe, en heeft een cilindrische boring. Een van de meest kenmerkende klanken van de piri is de rijke vibrato en glissando die gebruikt wordt.
De piri stamt af van de Armeense duduk, is afgeleid van de Chinese guanzi, en is gerelateerd aan de Japanse hichiriki. Er zijn 4 soorten piri:
- De hyang piri (hangul: 향피리; hanja: 鄕觱篥) die ongeveer 27 cm lang is, behoorlijk smal, met zeven gaten en 1 duimgat, de meest voorkomende piri.
- De se piri (hangul: 세피리; hanja: 細觱篥) die de dunste variant is, en minder volume produceert.
- De dang piri (hangul: 당피리; hanja: 唐觱篥) (soms de dang piri genoemd) is breder, en lijkt meer op de Chinese guanzi.
- De dae piri (대피리) is een moderne versie die afgeleid is van de westerse hobo, met kleppen en een kelk, waardoor het instrument onder de conische dubbelrieten valt.